# Ali Brakchi
Ali « Alain » Brakchi (né le 26 février 1934 à Sidi-Aïch en Algérie et mort le 15 janvier 2021 à Basse-Terre) est un athlète français, spécialiste du saut en longueur.

## Biographie
Il remporte quatre titres de champion de France du saut en longueur, en 1957, 1960, 1962 et 1966.
Il a terminé 5e de l'épreuve du championnat d'Europe de 1958.
En 1959, il se classe troisième de l'Universiade d'été de Turin, et remporte les Jeux méditerranéens, à Beyrouth, avec un saut à 7,59 m.
Il participe aux Jeux olympiques de 1960, à Rome, mais ne franchit pas le cap des qualifications.
Il est médaillé d'or du saut en longueur lors des Jeux de l'Amitié de 1961 à Abidjan et de 1963 à Dakar
Le 29 juillet 1962, à Colombes, il établit un nouveau record de France du saut en longueur avec 7,75 m. 
Avant de redevenir français en 1965, il réussit son meilleur saut, 7,91 m sous les couleurs algériennes,,
Il a engrangé 29 sélections en équipe de France. 

### Palmarès
- Championnats de France d'athlétisme :
  - vainqueur du saut en longueur en 1957, 1960, 1962 et 1966.

### Records
| Épreuve          | Performance | Lieu  | Date |
| ---------------- | ----------- | ----- | ---- |
| Saut en longueur | 7,91 m      | Dakar | 1963 |